# 2955 Newburn
2955 Newburn eller 1982 BX1 är en asteroid i huvudbältet som upptäcktes den 30 januari 1982 av den amerikanske astronomen Edward L.G. Bowell vid Anderson Mesa Station. Den är uppkallad efter den amerikanske astronomen Ray L. Newburn.
Asteroiden har en diameter på ungefär 6 kilometer.